# Bolesław Samoliński
Bolesław Samoliński (ur. 13 stycznia 1956 w Warszawie) – profesor medycyny, specjalista zdrowia publicznego, alergolog, otorynolaryngolog, Kierownik Katedry Zdrowia Publicznego i Środowiskowego oraz Zakładu Profilaktyki Zagrożeń Środowiskowych i Alergologii WUM Warszawskiego Uniwersytetu Medycznego, przewodniczący Rady Dyscypliny Nauk o Zdrowiu WUM, Kierownik Zakładu Alergologii i Immunologii Uczelnianego Centrum Warszawskiego Uniwersytetu Medycznego (CSK), wiceprzewodniczący Komitetu Zdrowia Publicznego Polskiej Akademii Nauk, przewodniczący Rady Ekspertów Rzecznika Praw Pacjenta.

## Życiorys
Absolwent Akademii Medycznej w Warszawie (1981), wyróżniony odznaczeniem Primus Inter Pares. Uzyskał stopień doktora nauk medycznych (1989 – „Epidemiologia uczuleń górnych dróg oddechowych na roztocze”), doktora habilitowanego (1998 – „Analiza wyników rynometrii akustycznej na potrzeby diagnostyki rynoalergologicznej”), tytuł profesora w 2012 r. Odbył staże zagraniczne na Uniwersytecie w Messynie (1984), w Klinice Otolaryngologii Wolnego Uniwersytetu w Brukseli (1991), w Mayo Clinic Rochester USA (1995 r.), oraz liczne kursy i staże w zakresie otorynolaryngologii, alergii i epidemiologii w Kolonii i Brukseli (1991), w Londynie (1996), Gandawie (1996), Imperial College School of Science, Technology and Medicine w National Heart and Lung Institute, Londyn (1998), GA2LEN/EAACI ALLERGY SCHOOL, Londyn (2008). Od 1981 roku zatrudniony w Akademii Medycznej w Warszawie (obecnie Warszawski Uniwersytet Medyczny). W latach 2000–2002 pełnił funkcję zastępcy dyrektora oraz dyrektora Samodzielnego Publicznego Centralnego Szpitala Klinicznego Akademii Medycznej w Warszawie. Był również prodziekanem Wydziału Nauki o Zdrowiu AM, gdzie współtworzył program specjalizacji w dziedzinie zdrowia publicznego. Pełnił funkcję dyrektora Uczelnianego Centrum Medycyny Środowiskowej WUM, jako dziekan Centrum Kształcenia Podyplomowego WUM stworzył studia SGH-WUM MBA. Był wicedyrektorem ds. nauki Instytutu Reumatologii. W latach 2018–2020 pełnił funkcję wiceprzewodniczącego Rady Uczelni WUM.

## Działalność naukowa
Specjalista zdrowia publicznego, alergolog, otorynolaryngolog. Ekspert w dziedzinie alergii i rynologii zachowawczej, szczególnie w zakresie alergenów, czynników środowiskowych i ich znaczenia dla alergii i chorób cywilizacyjnych, epidemiologii, a także zdrowia publicznego i polityki senioralnej. Był prezydentem Polskiego Towarzystwa Alergologicznego (2012-2015), konsultantem krajowym ds. zdrowia publicznego (2011-2014). Członek Komitetu Sterującego STRATEGMED Narodowego Centrum Badań i Rozwoju od 2012 roku. Członek planning group of Global Alliance against Chronic Respiratory Diseases Światowej Organizacji Zdrowia w latach 2010–2020. Ekspert i członek zarządów międzynarodowych organizacji i zespołów eksperckich: GARD-WHO, European Rhinologic Society, GALEN, ARIA, MASK AIR. Prowadził liczne kursy specjalizacyjne i konferencje krajowe i międzynarodowe. Jest autorem ponad 470 artykułów w czasopismach recenzowanych, 21 książek, ponad 65 rozdziałów w książkach i podręcznikach, w tym redaktorem i współautorem monografii „Zdrowe Starzenie się – Biała Księga”. Wypromował 12 doktorów i 6 habilitantów. Jego indeks Hirscha wynosi 46, a impact factor jego publikacji przekracza 980, z liczbą cytowań przekraczającą 8600. Obecnie wiceprzewodniczący Komitetu Zdrowia Publicznego Polskiej Akademii Nauk.

## Działalność publiczna
W latach 1989–1992 pełnił funkcję przewodniczącego Ogólnopolskiej Rady Młodych Pracowników Nauki. W latach 2001–2005 był sekretarzem Rady Naukowej Ministra Zdrowia, w latach 2002–2003 szefem gabinetu politycznego Ministra Zdrowia. W kolejnych latach był członkiem Rady Naukowej Ministra Zdrowia do chwili jej rozwiązania w 2020 roku. Pełnił liczne publiczne i naukowe funkcje w radach naukowych i instytucjach rządowych, m.in. NIZP-PZH, Instytut Medycyny Wsi, Instytut Matki Polki, a obecnie PIB MSWiA. Od 1997 roku do 2016 roku był przedstawicielem Ministra Skarbu Państwa w spółkach prawa handlowego, m.in. przemysłu farmaceutycznego, PZU Życie oraz mediów publicznych Radio Dla Ciebie. Był członkiem Korpusu Prezydencji Polski w Radzie Unii Europejskiej oraz przewodniczącym Podzespołu ds. Priorytetów Zdrowia Publicznego Rady UE w 2011 roku, gdzie odpowiadał za przygotowanie i negocjacje priorytetów unijnych w zakresie zdrowia. Współtwórca polityki senioralnej w Polsce. Założyciel i przewodniczący Koalicji na rzecz Zdrowego Starzenia się, wyróżnionej Godłem Promocyjnym „Teraz Polska” w 2015 roku, przewodniczący Rady ds. Polityki Senioralnej przy Ministerstwie Rodziny, Pracy i Polityki Społecznej (2013-2016), stały doradca Sejmowej Komisji Polityki Senioralnej Sejmu RP VII kadencji, członek Zespołu Doradców Komisji Zdrowia Senatu RP X kadencji. Fundator Fundacji na Rzecz Zdrowego Starzenia się, organizator krajowego i międzynarodowego Kongresu Zdrowego Starzenia się. W efekcie prac Koalicji i Fundacji, oraz jako efekt podsumowania kongresów na rzecz aktywnego zdrowego starzenia się została utworzona Stała Sejmowa Komisja Polityki Senioralnej oraz opracowana Ustawa o Osobach Starszych [Dz.U. z 2015 r. poz. 1705]. Pełni także funkcje wiceprzewodniczącego Narodowej Rady Geriatrii i Gerontologii oraz wiceprzewodniczącego kapituły Narodowego Komitetu Kapituły Seniora. Obecnie pełni funkcję przewodniczącego Rady Ekspertów Rzecznika Praw Pacjenta.

## Życie prywatne
Jego żoną jest Anna Nowicka, z zawodu pediatra-alergolog. Ma dwóch synów: lekarza i ratownika-specjalistę zdrowia publicznego, oraz wnuczkę o imieniu Zuzia. Jego hobby to akwarystyka i turystyka.

## Nagrody i odznaczenia
- Złoty Krzyż Zasługi (2011)[11]
- Srebrny Krzyż Zasługi (2005)[12]
- Medal Komisji Edukacji Narodowej (2009)
- Medal im. Tytusa Chałubińskiego (2011)
- Medal za Zasługi dla Warszawskiego Uniwersytetu Medycznego (2009)
- Odznaka honorowa „Za zasługi dla ochrony zdrowia” (2008)
- Nagroda im. Prof. dr med. Mieczysława Obtułowicza za opracowanie rozprawy doktorskiej pt. „Epidemiologia uczuleń górnych dróg oddechowych na roztocze”